# Душан Латиновић
Душан Латиновић (Врточе, код Петровца, 1916 — Београд) био је учесник Народноослободилачке борбе, мајор и носилац Партизанске споменице.

## Биографија
Душан Латиновић је рођен 1916. године у Врточу (заселак Чигрије), код Петровца, од оца Симе и мајке Јоке Богић из Врточа. Потиче из земљорадничке породице. Душан је одрастао у вишечланој породици, са оцем, мајком и четири брата. Био је ожењен Маријом Радановић Цвијетић из Врточа и са њом добио сина Мирослава.
По окупацији Југославије, Душан се укључио у припреме оружаног устанка 27. јула 1941. Од првих дана учествовао је у устаничким и герилским акцијама, са карабином којег се домогао у борбама.
У рату је обављао више дужности. Почетком рата био је борац врточке чете (касније 2. чете 1. батаљона Треће крајишке бригаде). Био је припадник 5. крајишке дивизије. Крајем рата био је замјеник команданта батаљона. Из рата је изишао са чином поручника.
Након рата служио је као официр у милицији. Пензионисан је у чину мајора.
Више пута је одликован. Носилац је Партизанске споменице 1941.
Умро је у Београду.